# Déocard Camunani
 Déocard Camunani Kalazo  (né à Walungu le 15 décembre en 1958) est un homme politique de la République démocratique du Congo et député national, élu de la circonscription de Walungu dans la province du Sud-Kivu,,,.

## Biographie
Déocard Camunani Kalazo est né à Walungu le 15 décembre 1958, élu député national dans la circonscription électorale de Walungu dans la province du Sud-Kivu, il est membre du parti politique Union pour la nation congolaise (UNC).